# Wiek poprodukcyjny
Wiek poprodukcyjny – przedział wiekowy przyjęty w statystyce dla potrzeb ekonomii.
Według metodyki Głównego Urzędu Statystycznego w wieku poprodukcyjnym znajdują się:
- mężczyźni w wieku 65 lat i więcej,
- kobiety w wieku 60 lat i więcej[1].